# Diplectrum sciurus
Diplectrum sciurus är en fiskart som beskrevs av Charles Henry Gilbert 1892. Diplectrum sciurus ingår i släktet Diplectrum och familjen havsabborrfiskar. IUCN kategoriserar arten globalt som livskraftig. Inga underarter finns listade i Catalogue of Life.